# Französisch-italienische Beziehungen
Die Französisch-italienischen Beziehungen sind das zwischenstaatliche Verhältnis zwischen Frankreich und Italien. Beide Länder unterhalten kulturelle und wirtschaftliche Kontakte, welche sich bis in die Antike zurückverfolgen lassen und durch die gemeinsame romanische Sprache belegt werden. Die modernen nationalstaatlichen Beziehungen gehen auf das 19. Jahrhundert zurück und bei der Einigung Italiens spielte Frankreich durch finanzielle und militärische Unterstützung eine wichtige Rolle. Gegen Ende des 19. Jahrhunderts wurden die Beziehungen allerdings angespannt, als beide Länder um die Kontrolle des Mittelmeerraums konkurrierten. In der Zwischenkriegszeit versuchte Frankreich, sich mit Mussolini anzufreunden, um dessen Unterstützung für Adolf Hitlers NS-Deutschland zu verhindern. Die Bemühungen scheiterten, und als Deutschland Frankreich in der Schlacht um Frankreich (1940) besiegte, erklärte Italien ebenfalls den Krieg und besetzte Gebiete in Südfrankreich. Korsika wurde diesen 1942 hinzugefügt. Nach der Niederlage der Achsenmächte konnten allerdings enge Beziehungen etabliert werden und die beiden Nachbarn wurden 1949 und 1951 Gründungsmitglieder der NATO bzw. der Europäischen Gemeinschaft für Kohle und Stahl (EGKS). Als Schlüsselländer innerhalb der Eurozone unterhalten beide Länder im frühen 21. Jahrhundert freundschaftliche Beziehungen.

## Geschichte

### Vorgeschichte

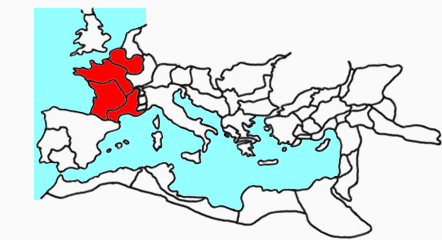
Die gallischen Provinzen Narbonensis, Aquitania, Lugdunensis und Belgica zur Zeit von Kaiser Trajan (117 n. Chr.)

Die römische Eroberung der französischen Mittelmeerküste begann ab 125 v. Chr. und die Römer begannen mit der Gründung von römischen Kolonien. In dem Gallischen Krieg wurde das von den keltischen Galliern besiedelte Gallien zwischen 58 und 50 v. Chr. von Gaius Iulius Caesar erobert und mit der Zeit administrativ in das Römische Reich eingegliedert. In den gallischen Gebieten bildete sich die Gallorömische Kultur mit enger kultureller und wirtschaftlicher Anbindung an das römische Italien. Das moderne Französisch beruht auf dem Vulgärlatein und zahlreiche bedeutende Städte des modernen Frankreichs wurden in der römischen Zeit gegründet. Die römische Kontrolle über Gallien dauerte fünf Jahrhunderte an, bis der letzte römische Rumpfstaat, die Domäne von Soissons, 486 n. Chr. an die Franken fiel. Der Untergang des Weströmischen Reiches führte zu der Trennung der Entwicklungsgeschichte beider Gebiete und auf den Flächen des römischen Galliens entstand im Mittelalter das aus dem Westfrankenreich hervorgegangene Königreich Frankreich, während auf der italienischen Halbinsel eine multipolare politische Ordnung entstand, in der verschiedene Staaten und ausländische Mächte um die Vorherrschaft kämpften. Die weitere französisch-italienische Grenzregion war zwischen dem 11. und 14. Jahrhundert Teil des Königreichs Burgund-Arles. Als europäische Großmacht konkurrierte Frankreich mit den Habsburgern im 15. und 16. Jahrhundert während der Italienischen Kriege um Einfluss in Italien.

### Napoleonische Zeit in Italien

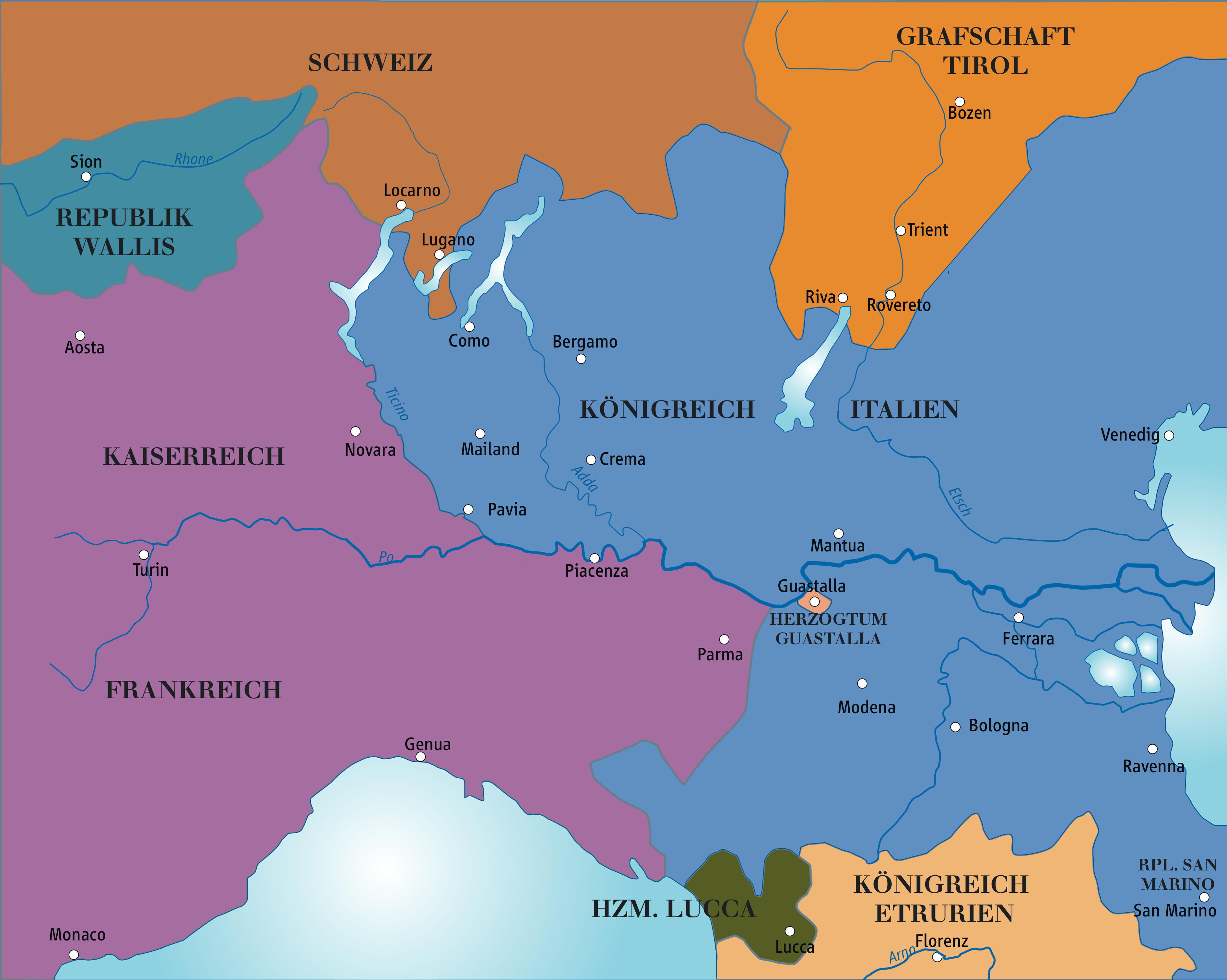
Nord- und Mittelitalien im Jahr 1806

Durch den triumphalen Italienfeldzug (1796–1797) von Napoleon Bonaparte konnte Frankreich Österreich besiegen und die politische Ordnung Italiens nachhaltig verändern. Napoleon etablierte verschiedene, auf den Prinzipien der Französischen Revolution beruhende Tochterrepubliken wie die Cisalpinische (Italienische) Republik (1797–1799 und 1801–1805) oder die Römische Republik (1798–1799). Napoleon ließ sich 1805 zum König des Königreich Italien ausrufen, welches den nordwestlichen Teil des heutigen Italiens umfasste. Napoleon I. beherrschte den größten Teil Italiens (mit Ausnahme Siziliens und Sardiniens) von 1796 bis 1814. Er führte eine Reihe wichtiger Reformen durch, die die politischen und rechtlichen Systeme der zahlreichen kleinen Länder der italienischen Halbinsel dauerhaft veränderten und dazu beitrugen, den italienischen Nationalismus zu beflügeln. Die Feudalgesetze wurden aufgehoben, der Code Napoleon eingeführt und die Verwaltung modernisiert. Die Aristokratie verlor ihr Monopol auf die Regierung, was der Mittelschicht neue Möglichkeiten eröffnete. Kirchliche Ländereien wurden veräußert und der Einfluss des Klerus geschwächt. Der Wiener Kongress (1814) machte einige dieser Bestimmungen rückgängig, konnte aber den von Napoleon eingeführten revolutionären Geist nicht beseitigen. Viele Geheimgesellschaften wurden gegründet, um Italien umzugestalten und zu vereinheitlichen; der Antiklerikalismus war ein wichtiges neues Element, das die Herrschaft des Papstes über Mittelitalien und die wichtige Rolle der katholischen Kirche auf der gesamten Halbinsel in Frage stellte. Diese Freiheitsideen führten zum „Risorgimento“, das Vereinheitlichung, Modernisierung und soziale Reformen zur Folge hatte.

### Italienische Einigung

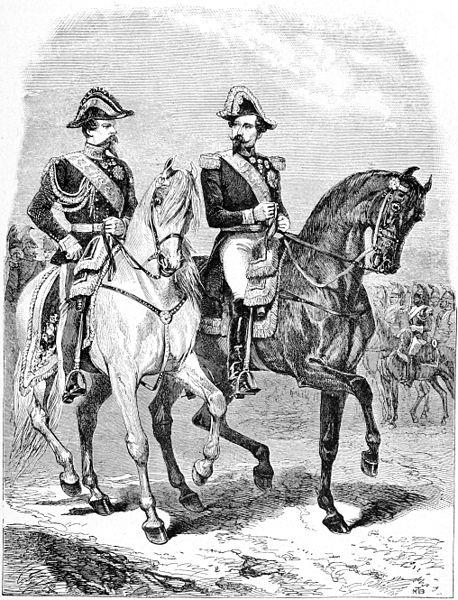
Viktor Emanuel III. und Napoleon III.

Nach dem Spanischen Erbfolgekrieg machte das Haus Savoyen große Gebietsgewinne und wurde im 18. Jahrhundert zur Keimzelle der späteren italienischen Einigung. Von 1792 bis 1815 war Savoyen vom revolutionären Frankreich besetzt. Auf dem Wiener Kongress 1815 wurde Savoyen zusammen mit Piemont und Nizza zum Königreich Sardinien vereinigt. Der sardische Staat wurde von Frankreichs Napoleon III. während des Zweiten Italienischen Unabhängigkeitskriegs (1859) gegen Österreich unterstützt, was die spätere italienische Einigung ermöglichte. Napoleon schmiedete mit dem sardischen Ministerpräsidenten Camillo Benso von Cavour einen Plan, um Österreich zu vertreiben und eine italienische Konföderation aus vier neuen Staaten unter der Führung des Papstes zu gründen. Sardinien-Piemont, das offiziell als Königreich Sardinien bekannt war, arbeitete eng mit Frankreich zusammen, um Italien zu vereinigen. Frankreich half militärisch, indem es Österreich besiegte, und finanziell, indem es 1848–1860 die sardischen Streitkräfte finanzierte. Cavour nutzte die Rothschild-Bank in Paris ausgiebig, wandte sich aber auch an britische und andere europäische Finanziers. Nach dem Sieg von 1859 entglitten die Ereignisse Napoleon. Statt vier neuer Staaten vereinigte ein Volksaufstand und ein neuer italienischer Nationalismus ganz Italien unter Piemont. Der Papst hielt sich nur deshalb in Rom, weil Napoleon Truppen zu seinem Schutz entsandte. Frankreichs Belohnung für die Unterstützung der italienischen Einigung war die Grafschaft Nizza (die die Stadt Nizza und das zerklüftete Alpengebiet im Norden und Osten umfasste) und das Herzogtum Savoyen. Napoleon verärgerte die französischen und italienischen Katholiken, als der Papst die meisten seiner Herrschaftsgebiete verlor. Napoleon machte dann eine Kehrtwende und verärgerte sowohl die antiklerikalen Liberalen in Frankreich als auch seine einstigen italienischen Verbündeten, als er den Papst in Rom schützte. Als sich 1870 ein Krieg mit Preußen abzeichnete, zog Frankreich seine Armeen ab und die neue italienische Regierung übernahm den Kirchenstaat um Rom.

### 1870–1919

Bündnisse vor dem Ersten Weltkrieg

Die Beziehungen nach 1870 waren von diplomatischen und wirtschaftlichen Feindseligkeiten geprägt, die in erster Linie auf den Wettbewerb um die Kontrolle über Nordafrika zurückzuführen waren. Der deutsche Reichskanzler Otto von Bismarck war über den französischen Revanchismus beunruhigt, der sich auf den Verlust von Elsass-Lothringen bezog, und versuchte, diesen zu neutralisieren, indem er die französische Expansion in Tunesien förderte. Italien, ein Nachzügler im Imperialismus, wollte ebenfalls Tunesien, weil dort viele Italiener lebten und vor allem, weil die Kontrolle über Tunis und Sizilien das Land zu einer wichtigen Mittelmeermacht machen würde. Italien jedoch wurde ausmanövriert, da Großbritannien und Deutschland Frankreich unterstützten. Als die französische Armee in Tunesien einmarschierte und es eroberte, waren die Italiener verärgert (Tunis-Ohrfeige). Die französisch-italienischen Beziehungen waren in den 1880er Jahren deshalb angespannt. So gab es auch Streitigkeiten über Zölle, und der Handel zwischen den beiden Ländern brach ein. Francesco Crispi, ein führender Politiker Italiens, schürte unermüdlich die Feindseligkeit gegenüber Frankreich. Aus Rache an Frankreich schloss Italien 1882 ein Militärbündnis mit Deutschland und Österreich-Ungarn, den Dreibund. Der neue Kaiser Wilhelm II. entmachtete Bismarck 1890 und begann ein rücksichtsloses diplomatisches Abenteurertum in Nordafrika während der Marokkokrisen, was Rom und Paris beunruhigte. Italiens Lösung bestand in einer heimlichen Annäherung an Frankreich, insbesondere im Geheimvertrag von 1892, der die italienische Mitgliedschaft im Dreibund aufhob, soweit es darum ging, einen Krieg gegen Frankreich zu führen. Zollstreitigkeiten wurden gelöst, und 1900 unterstützte Frankreich Italiens Bestrebungen, Tripolitanien (das heutige Libyen) zu übernehmen, und Italien erkannte die französische Vorherrschaft in Marokko an. Im Jahr 1902 verständigten sich beide Seiten darauf, dass Italien unabhängig von der Erneuerung der italienischen Mitgliedschaft im Dreibund keinen Krieg gegen Frankreich führen würde.
Alle Absprachen waren geheim, und Berlin und Wien merkten nicht, dass sie einen Verbündeten verloren hatten. Als der Erste Weltkrieg im Juli 1914 ausbrach, erklärte Italien den Dreibund für ungültig und erklärte sich für neutral. Großbritannien und Frankreich waren der Ansicht, dass die italienische Militärmacht von Vorteil sei, und boten Italien große Gebiete von Österreich und dem Osmanischen Reich an. Italien schloss sich Anfang 1915 deshalb den Alliierten an. Italienische Truppen waren an der Seite ihrer französischen Verbündeten in der Zweiten Marneschlacht und der anschließenden Hundert-Tage-Offensive an der Westfront präsent und kämpften dort, während französische Soldaten an der Zweiten Schlacht am Piave und der Schlacht von Vittorio Veneto an der italienischen Front teilnahmen. Die Reaktionen in Italien waren aufgrund des Unterschieds zwischen den Versprechungen von 1915 und den tatsächlichen Ergebnissen des Versailler Vertrags von 1919 äußerst negativ. Viele Italiener hatten das Gefühl, von der Entente verraten worden zu sein. Diese starke Unzufriedenheit mobilisierte die Veteranen und führte zur Übernahme der italienischen Regierung durch die Faschisten unter der Führung von Benito Mussolini.

### 1919–1945

Stresa-Front von 1935

In den 1920er Jahren gab es mehrere Reibungspunkte, die jedoch nie zu einem ernsthaften Konflikt eskalierten. Auf der Washingtoner Flottenkonferenz von 1922 forderte Italien die Gleichstellung mit der französischen Marine und die Bereitstellung von Kriegsschiffen und erhielt diese auch. Tunesien war aufgrund seiner Nähe zu Italien und der großen Zahl italienischer Siedler weiterhin ein wunder Punkt. Frankreich betrachtete sich als Beschützer des unabhängigen Staates Äthiopien, den Italien schon lange begehrte. Bei dem ersten Versuch, Äthiopien 1896 zu erobern, erlitt die italienische Armee jedoch eine schwere Niederlage bei Adowa, so dass sich Italien bis 1935 auf seine Kolonien in Eritrea und Italienisch-Somaliland konzentrierte. In europäischen Angelegenheiten schlug Mussolini vor, dass die vier Mächte Großbritannien, Frankreich, Italien und Deutschland zusammenarbeiten sollten, um das europäische und im weiteren Sinne das Weltgeschehen zu bestimmen. Frankreich lehnte diese Idee ab, und der im Juli 1933 unterzeichnete Viermächtepakt blieb vage und wurde nie von den beteiligten Mächten ratifiziert. Nach 1933 versuchte Frankreich jedoch, sich mit Mussolini anzufreunden, um dessen Unterstützung für Hitlerdeutschland zu verhindern. Um sich Mussolini anzunähern unterschrieb Frankreich mit Italien 1935 den Hoare-Laval-Pakt und ein Französisch-Italienisches Abkommen, das Italien freie Hand in Äthiopien ließ. Im April 1935 wurde die Stresa-Front als Bündnis zwischen Frankreich, Italien und dem Vereinigten Königreich abgeschlossen, die sich gegen Hitler richtete.
Im September 1938 setzten Großbritannien und Frankreich im Münchner Abkommen auf Appeasement, um Hitlers Wünschen über die Kontrolle des Sudetenlands der Tschechoslowakei nachzukommen. Italien unterstützte Deutschland und versuchte nun, seine eigenen Zugeständnisse von Frankreich zu erhalten. Mussolini forderte: einen Freihafen in Dschibuti, die Kontrolle über die Eisenbahnstrecke Addis Abeba-Dschibuti, eine italienische Beteiligung an der Verwaltung der Suezkanalgesellschaft, eine Art französisch-italienisches Kondominium über Tunesien und Autonomie für Korsika ohne Assimilierung der Bevölkerung durch Frankreich. Italien lehnte besonders das anglo-französische Monopol über den Suezkanal ab, das bedeutete, dass der gesamte italienische Handelsverkehr zu seiner Kolonie Italienisch-Ostafrika gezwungen war, für die Durchfahrt durch den Kanal Mautgebühren zu zahlen. Frankreich lehnte alle Forderungen Mussolinis ab. Paris vermutete, dass die wahren Absichten Italiens im Erwerb von Nizza, Korsika, Tunesien und Dschibuti bestanden. Als Warnung an Italien startete Frankreich außerdem bedrohliche Seemanöver. Als die Spannungen zwischen Italien und Frankreich eskalierten, hielt Hitler am 30. Januar 1939 eine Rede, in der er deutsche militärische Unterstützung für den Fall eines unprovozierten Krieges gegen Italien versprach. Am 22. Mai 1939 wurde schließlich der Stahlpakt als Bündnis zwischen dem faschistischen Italien und Hitlerdeutschland geschlossen.
Als Deutschland 1940 kurz vor dem Sieg über Frankreich stand, erklärte auch Italien Frankreich den Krieg und fiel in Südfrankreich ein. Italien erlangte so ohne auf großen Widerstand zu treffen die Kontrolle über neun Départements in der Nähe der gemeinsamen Grenze. 1942 kam noch die Insel Korsika hinzu. Das Vichy-Regime, das Südfrankreich kontrollierte, war Italien gegenüber freundlich gesinnt und machte Zugeständnisse gegenüber Mussolini.

### Nach 1945

Gründungsmitglieder der EGKS (1952)

Im März 1947 unterzeichnete Frankreich, vertreten durch Ambroise Croizat, in Rom ein Abkommen über die italienische Einwanderung nach Frankreich. Nach dem Ende des Zweiten Weltkriegs waren beide Staaten Gründungsmitglieder der Europäischen Gemeinschaft, dem Vorläufer der Europäischen Union (EU). Beide Länder zählten in der Folge gemeinsam mit der Bundesrepublik Deutschland zu den Motoren der wirtschaftlichen und politischen Einigung Europas. Mit einer starken kommunistischen Partei im Parlament und mit vielen Anhängern einer italienischen Neutralität in der Bevölkerung zögerte Italien zunächst, der NATO beizutreten. Ähnlich wie Großbritannien war auch Frankreich zunächst gegen einen italienischen Beitritt. Die französische Führung erkannte jedoch bald, dass die Sicherheit ihres Landes von einer nicht feindlich gesinnten Mittelmeerregion abhing, was dazu führte, dass sie den italienischen Beitritt insgesamt unterstützte. Da Italien engere Beziehungen zu den Vereinigten Staaten anstrebte, trat es schließlich doch der NATO bei. In den 1960er Jahren entwickelte der französische Präsident Charles de Gaulle eine Außenpolitik, die die Rolle Großbritanniens und der Vereinigten Staaten auf ein Minimum reduzieren und gleichzeitig versuchen wollte, ein unabhängiges Europa aufzubauen. Zwar gab de Gaulle die NATO nicht offiziell auf, doch zog er Frankreich aus deren wichtigsten Aktivitäten zurück. Italien zögerte im Allgemeinen, Frankreich in dieser Linie zu folgen und sprach sich für den Beitritt des Vereinigten Königreichs zur EWG aus, welcher nach dem Ende von de Gaulles Amtszeit 1973 erfolgte. Ab 1982 fanden jährliche französisch-italienische Gipfeltreffen statt, um die gemeinsame Politik zu koordinieren. Seit 1995 sind Frankreich und Italien Teil des Schengen-Raums, in dem Bewegungsfreiheit besteht und seit 1999 Teil einer gemeinsamen Währungszone, der Eurozone. Die Eurokrise ab 2010, welche vor allem die Wirtschaft Italiens in Mitleidenschaft zog, führte zur Schaffung der EU-Südstaaten-Treffen, welche seit 2016 regelmäßig stattfinden. Beide Staaten sind auch maßgeblich an der Union für den Mittelmeerraum beteiligt.

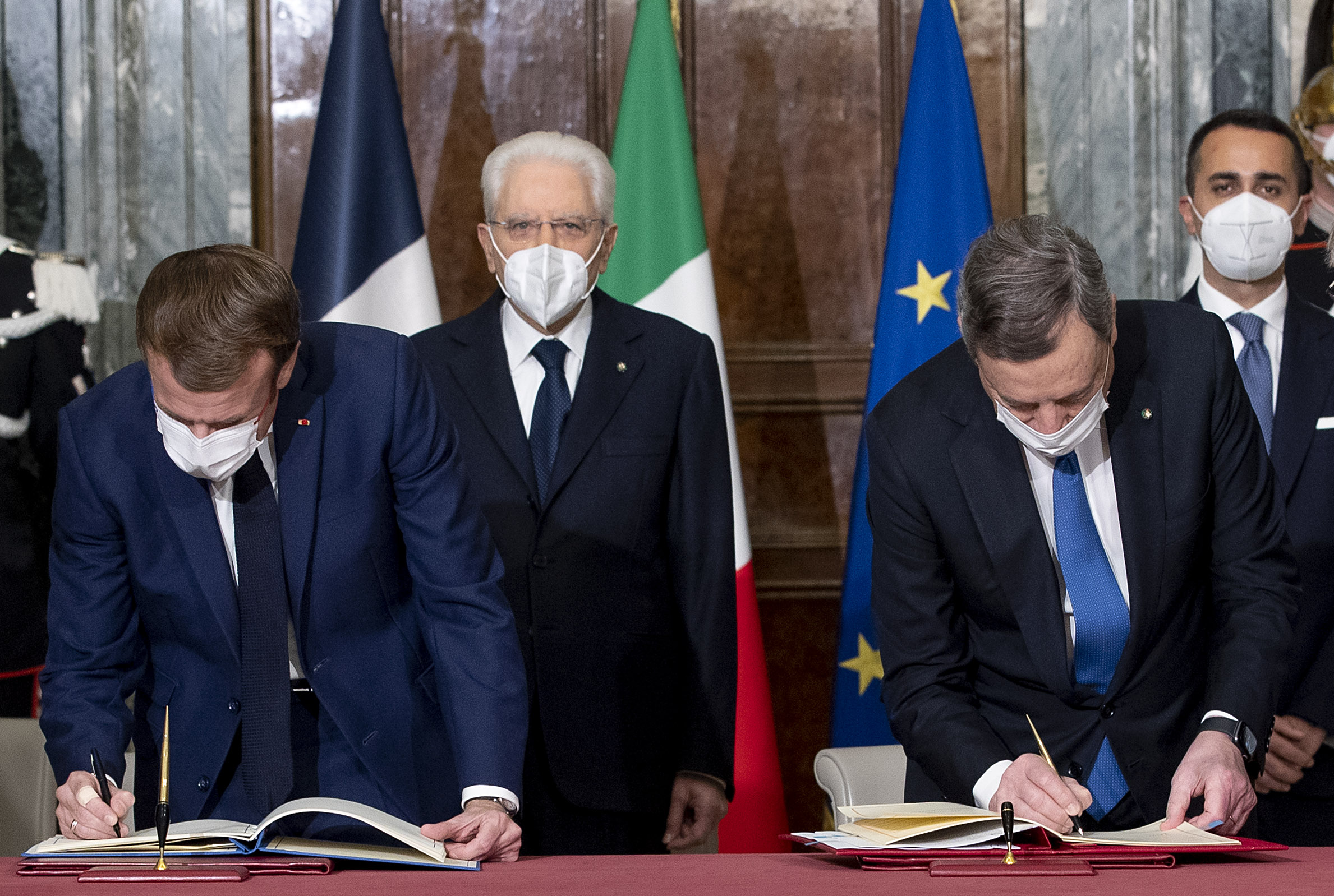
Abschluss des französisch-italienischen Freundschaftsvertrags (2021)

Die traditionell guten Beziehungen zwischen Frankreich und Italien hatten sich nach der Bildung einer Regierungskoalition in Italien, die sich aus der Fünf-Sterne-Bewegung und der Lega zusammensetzt, im Juni 2018 deutlich verschlechtert. Zu den Streitpunkten zwischen den Ländern gehörten Einwanderung im Mittelmeer, EU-Budgetregeln, und der libysche Bürgerkrieg. Im September 2018 verurteilte der stellvertretende italienische Ministerpräsident Matteo Salvini die französische Außenpolitik in Libyen, einschließlich der Befürwortung der militärischen Intervention in Libyen im Jahr 2011 und der Aktionen während des zweiten libyschen Bürgerkriegs, und beschuldigte Frankreich, „die Sicherheit Nordafrikas und damit ganz Europas“ aus „wirtschaftlichen Motiven und egoistischen nationalen Interessen“ zu gefährden. Italien hatte unter Silvio Berlusconi gute Kontakte zum alten libyschen Regime unter Muammar al-Gaddafi unterhalten. Die Beziehungen trübten sich weiter ein, nachdem Salvini und Innenminister Luigi Di Maio die Gelbwestenbewegung in Frankreich unterstützt hatten, weshalb Frankreich seinen Botschafter aus Italien zurückrief, was erstmals in der Nachkriegszeit der Fall war. Die Beziehungen verbesserten sich unter der Regierung von Mario Draghi wieder und 2021 unterschrieben beide Länder einen Freundschaftsvertrag, nach dem Vorbild des deutsch-französischen Élysée-Vertrags. Der aus 13 Artikeln bestehende Vertrag soll „die Konvergenz der französischen und italienischen Positionen sowie die Koordinierung der beiden Länder in Fragen der Europa- und Außenpolitik, der Sicherheit und Verteidigung, der Migrationspolitik, der Wirtschaft, der Bildung, der Forschung, der Kultur und der grenzüberschreitenden Zusammenarbeit fördern“.

## Wirtschaftsbeziehungen
Sowohl Frankreich als auch Italien sind Gründungsmitglieder der Europäischen Union und haben den Euro als Währung. Beide Länder sind Teil eines vereinheitlichten Wirtschaftsraums und unterhalten enge Wirtschaftsbeziehungen. Frankreich ist der zweitgrößte Handelspartner Italiens und umgekehrt ist Italien auch der zweitgrößte Handelspartner Frankreichs. Das gegenseitige Handelsvolumen lag 2022 bei 111 Milliarden Euro. In Italien sind knapp 2000 französische Unternehmen tätig, welche knapp 300.000 Personen beschäftigen und 87 Milliarden Euro im Land investiert haben. Ein Fünftel der Auslandsinvestitionen Italiens stammt damit aus Frankreich. Im Gegenzug sind knapp 1800 italienische Unternehmen in Frankreich tätig, welche knapp 80.000 Personen beschäftigen und knapp 50 Milliarden Euro im Land investiert haben.
Die Energieunternehmen Eni aus Italien und Total aus Frankreich sind Rivalen um die Ausbeutung der Energievorkommen Afrikas und des Mittelmeerraums.

## Kulturbeziehungen

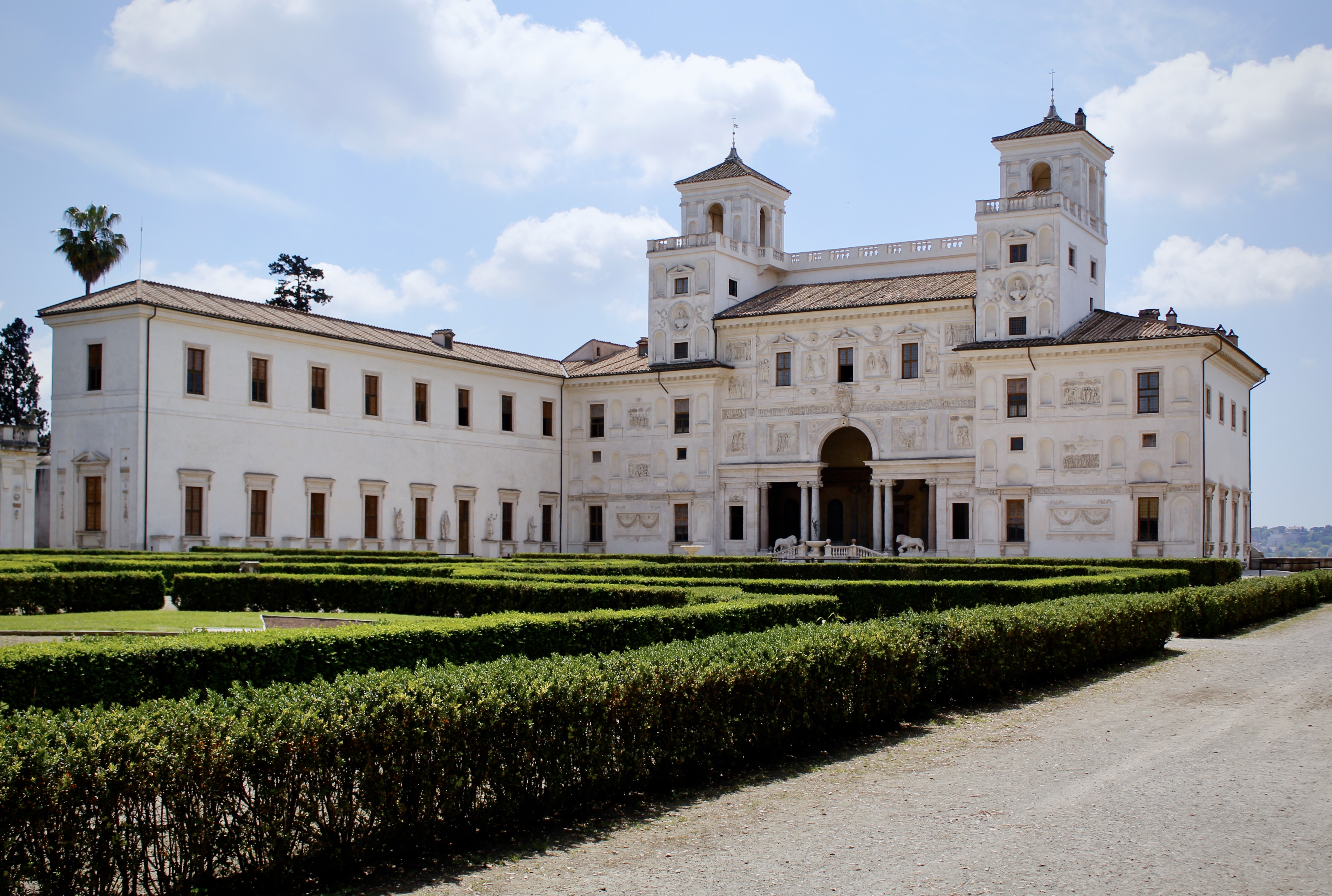
Villa Medici, seit 1803 Sitz der Académie de France

Beide Länder sind bedeutende Kulturnationen und gehören zu den meistbesuchten Ländern der Welt. Beide Länder verbinden gemeinsame lateinische, romanische und römisch-katholische Wurzeln, auch wenn sie jeweils eine ausgeprägte eigenständige Identität besitzen. Ein weiteres Beispiel für die gegenseitige Beeinflussung ist die italienische Renaissance, die im 16. Jahrhundert großen politischen, ideologischen, sozialen und architektonischen Einfluss auf Frankreich hatte und die Grundlage für die Zeit der Aufklärung und der späteren Französischen Revolution legte. Das Schloss von Fontainebleau gilt als die wichtigste Schatzkammer der italienischen Renaissance in Frankreich. Benvenuto Cellini und Leonardo da Vinci waren am Hof von Franz I. tätig und waren Vorbilder für die aufkommende französische Renaissance. Zahlreiche Gebäude und Sehenswürdigkeiten in Paris sind von altrömischer oder der italienischen Architektur der Renaissance inspiriert. Viele italienische Künstler des 19. und 20. Jahrhunderts (Giuseppe De Nittis, Boldini, Gino Severini, Amedeo Modigliani, Giorgio de Chirico) gingen nach Frankreich, um dort zu arbeiten, zu einer Zeit, als Paris die internationale Hauptstadt der Kunst war.
Im 17. und 18. Jahrhundert lebten und arbeiteten zahlreiche französische Künstler in Italien, insbesondere in Rom, einer der internationalen Hauptstädte der Kunst. Dazu gehörten Simon Vouet, Valentin de Boulogne, Nicolas Poussin, Claude Lorrain und Pierre Subleyras. Die Villa Medici in Rom beherbergt die Académie de France à Rome. Die Akademie wurde 1666 von Ludwig XIV. gegründet, um französische Künstler (Maler, Bildhauer, Architekten) auszubilden und sie mit der römischen und italienischen Renaissancekunst vertraut zu machen. Heute ist die Akademie für die Förderung der französischen Kultur in Italien zuständig.
Eine enge Verbindung besteht auch durch die Königshäuser, die beide Länder über Jahrhunderte regierten. Das Haus Bonaparte hat seine Wurzeln in Italien, genauer gesagt in San Miniato in der Toskana. Während der napoleonischen Ära standen viele Teile Italiens unter französischer Kontrolle. Das Königreich Neapel wurde von Joseph Bonaparte, dem Bruder von Napoleon Bonaparte, und dann von Marschall Joachim Murat regiert. Unter der Herrschaft von Joseph Bonaparte wurde 1806 der Feudalismus abgeschafft. Zwei Königinnen von Frankreich, Caterina de Medici und Maria de Medici, waren Italienerinnen. Die Dynastie der Savoyer, die über Piemont und Sardinien herrschte und 1861 die Einigung Italiens herbeiführte, war französischer Abstammung und stammt aus der französischsprachigen Region Savoyen in den Westalpen.

### Sport
Beide Länder gehören zu den erfolgreichsten Nationen bei den Olympischen Sommer- und Winterspielen. Auch im Fußball zählen beide Länder zu den erfolgreichsten Nationalmannschaften und sind in zahlreichen Begegnungen aufeinandergetroffen, darunter u. a. in den Finalspielen der EM 2000 und der WM 2006. Im Rugby ist der Giuseppe-Garibaldi-Pokal eine Trophäe für den Sieger des Spiels zwischen Frankreich und Italien innerhalb des Six-Nations-Turniers.

## Migration
In der ersten Hälfte des 20. Jahrhunderts sind viele Italiener nach Frankreich eingewandert: 1911 waren 36 % der in Frankreich lebenden Ausländer Italiener. Die Einwanderer waren mitunter Opfer von gewalttätigen Ausschreitungen, wie z. B. in Marseille im Juni 1881 oder bei dem Massaker von Aigues-Mortes am 17. August 1893, wo italienische Migranten gelyncht wurden. In der Nachkriegszeit wanderten erneut zahlreiche Gastarbeiter aus Italien nach Frankreich ein und knüpften damit an eine lange Vorgeschichte italienischer Einwanderung nach Frankreich an. Heute haben schätzungsweise 5 Millionen Franzosen italienische Vorfahren, die drei Generationen zurückreichen, was knapp einem Zehntel der Gesamtbevölkerung Frankreichs entspricht.
2021 leben 414.000 italienische Staatsangehörige in Frankreich und 220.000 französische Staatsbürger in Italien.

## Gemeinsame Grenze
Die Grenze zwischen den beiden Ländern ist 488 km lang und wurde 1860 im Vertrag von Turin festgelegt, wobei im Vertrag von Paris 1947 geringfügige Korrekturen vorgenommen wurden. Im Jahr 1860 wurden Savoyen und Nizza im Rahmen des Vertrags von Turin von Italien an Frankreich übergeben. Der letzte Herzog von Savoyen, Viktor Emanuel II, wurde König von Italien. Die Grenze zwischen den beiden Ländern stimmt nicht völlig mit den Sprachgrenzen überein. Korsika, obwohl traditionell italienischsprachig, gehört zu Frankreich, während das Aostatal, obwohl traditionell französischsprachig, zu Italien gehört.
Es gibt nach wie vor einen territorialen Streit über den Besitz des Gipfels des Mont Blanc, des höchsten Berges der Alpen.

## Diplomatische Standorte
- Frankreich hat eine Botschaft in Rom und Generalkonsulate in Florenz, Mailand und Neapel.
- Italien unterhält eine Botschaft in Paris und Generalkonsulate in Lyon, Marseille, Metz und Nizza.

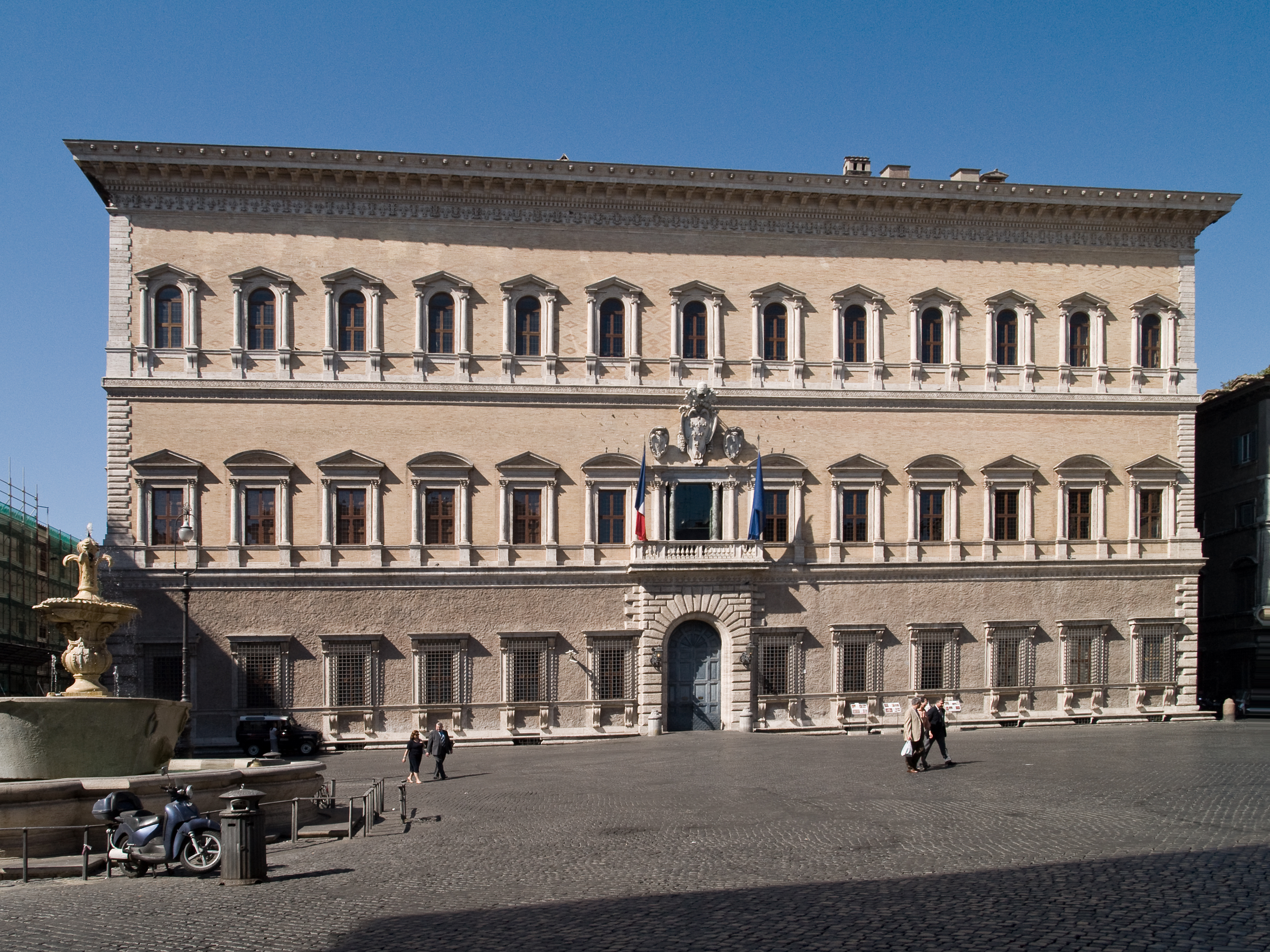
Französische Botschaft in Rom
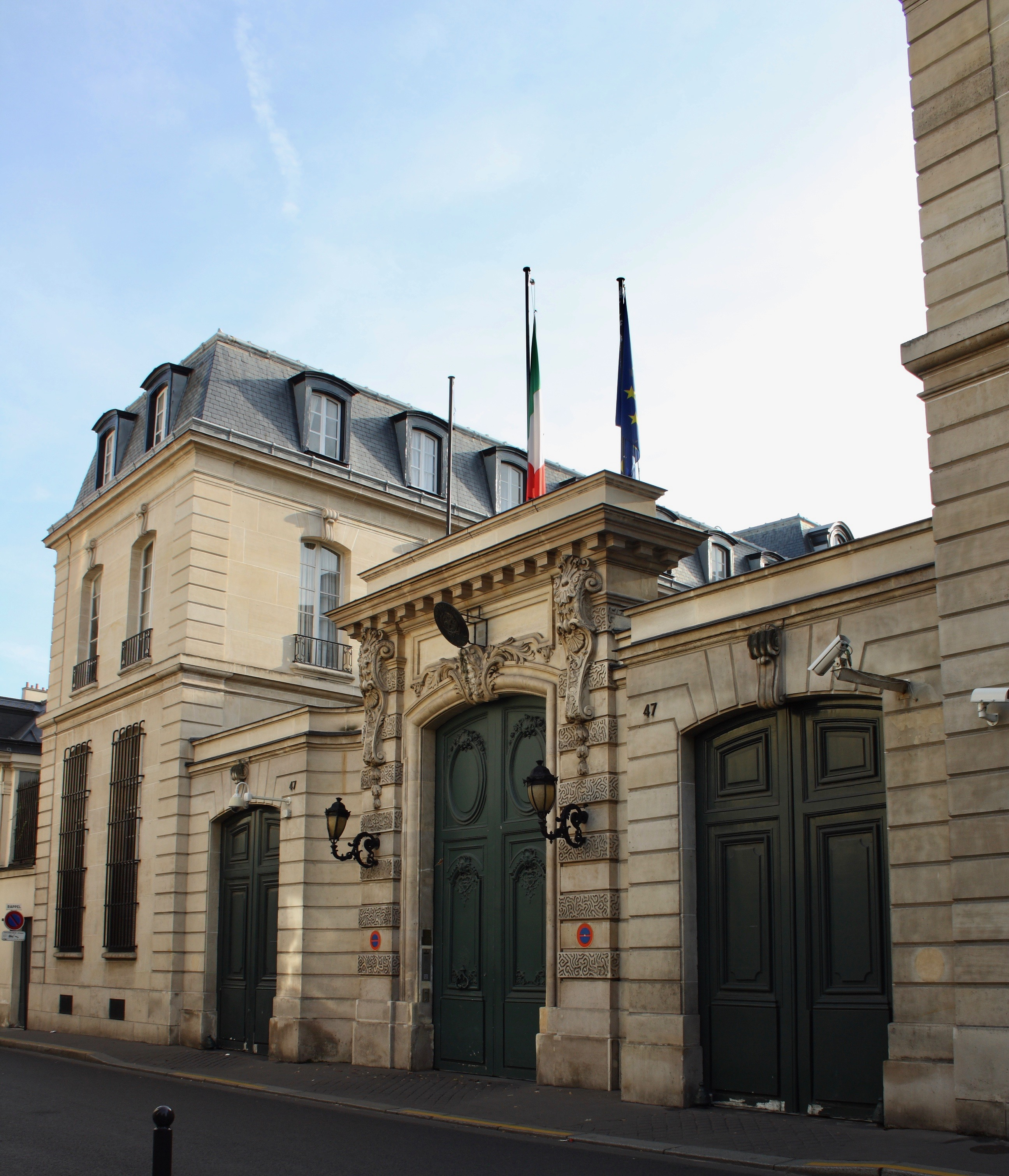
Italienische Botschaft in Paris
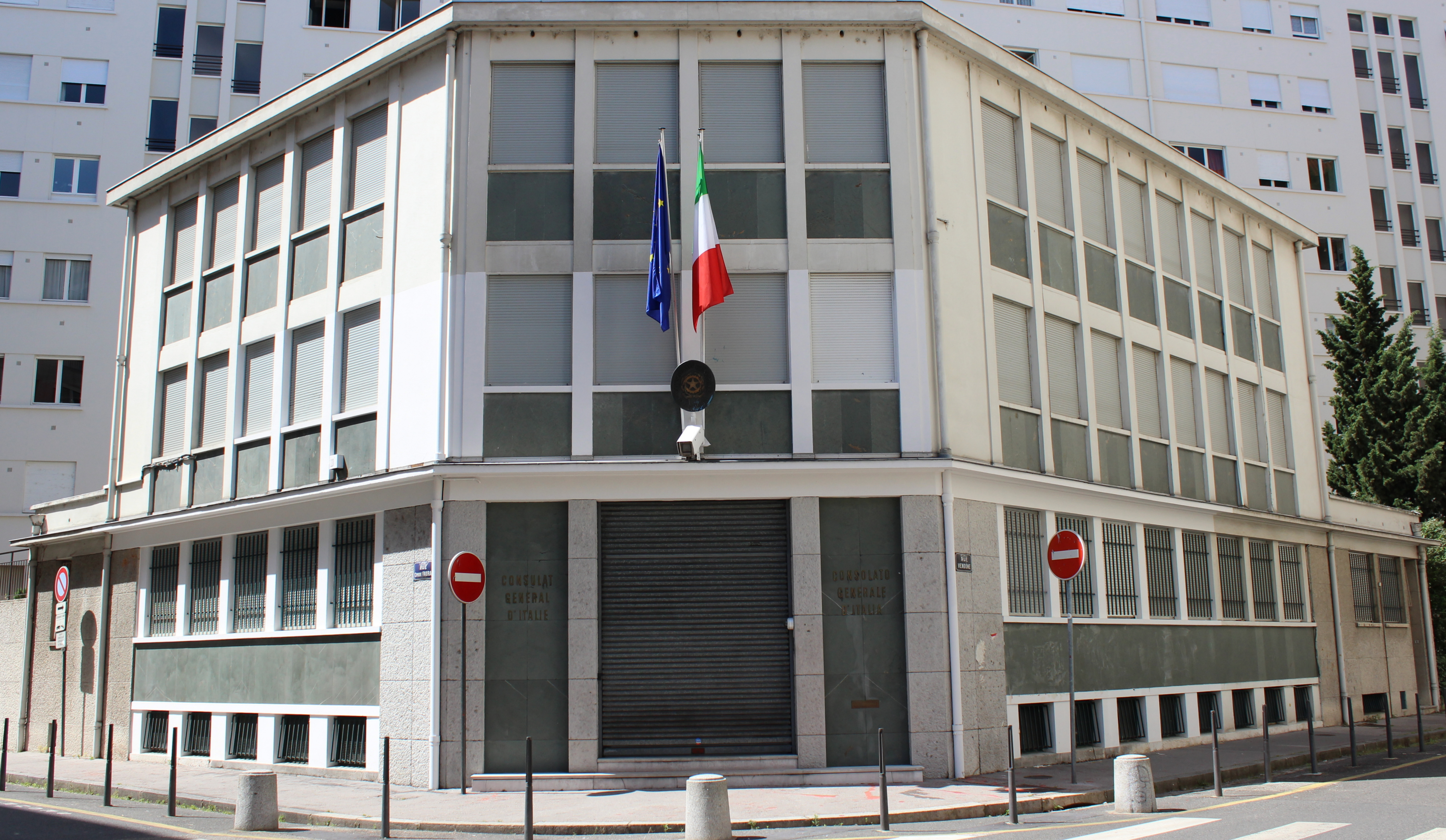
Italienisches Generalkonsulat in Lyon